# Lorenzo Bandini
Pour les articles homonymes, voir Bandini.
Lorenzo Bandini est un pilote automobile italien, né le 21 décembre 1935 à Barqa en Cyrénaïque et mort le 10 mai 1967 d'un accident survenu au GP de Monaco. 

## Biographie

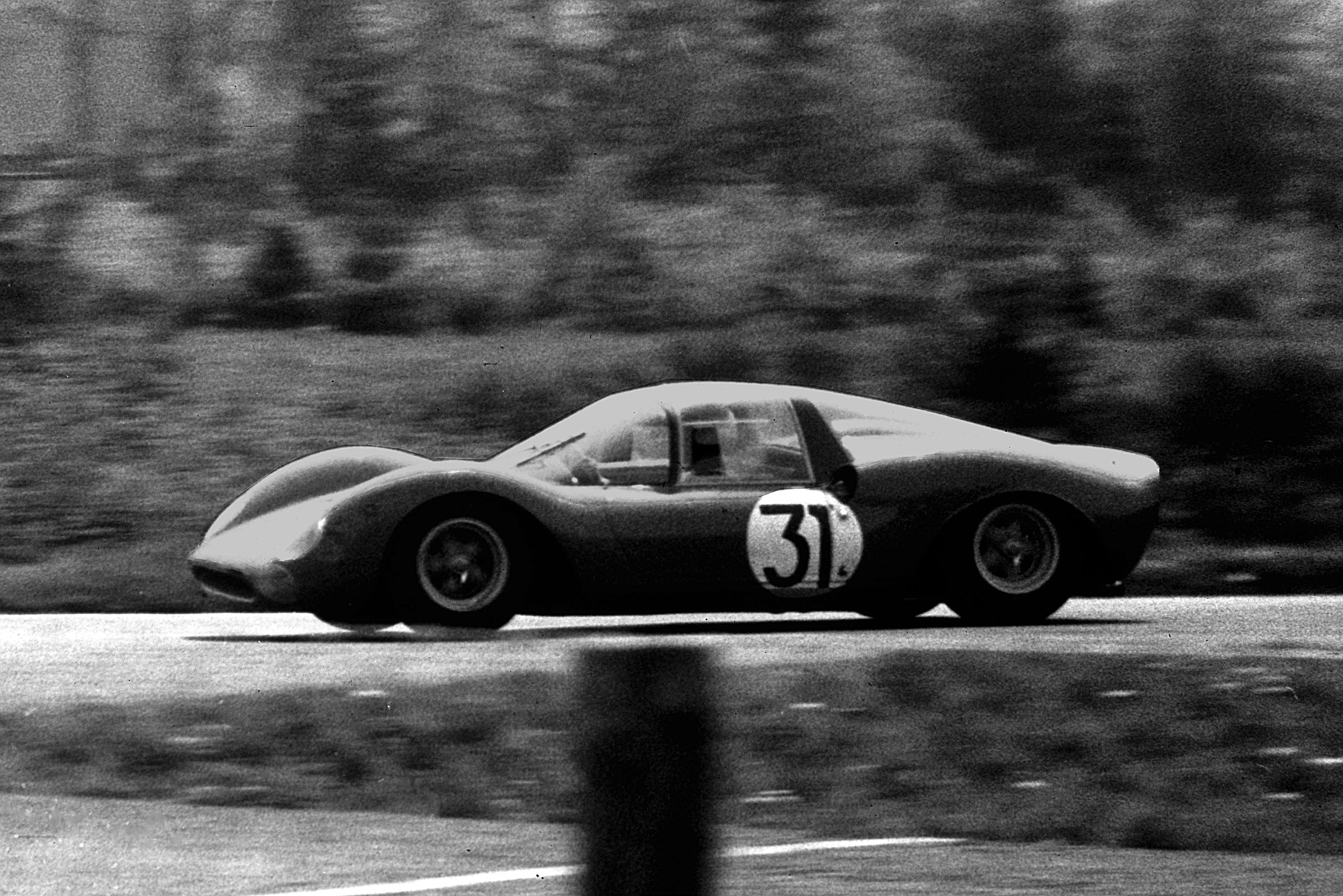
Lorenzo Bandini sur Ferrari Dino aux 1000 km du Nürburgring 1965

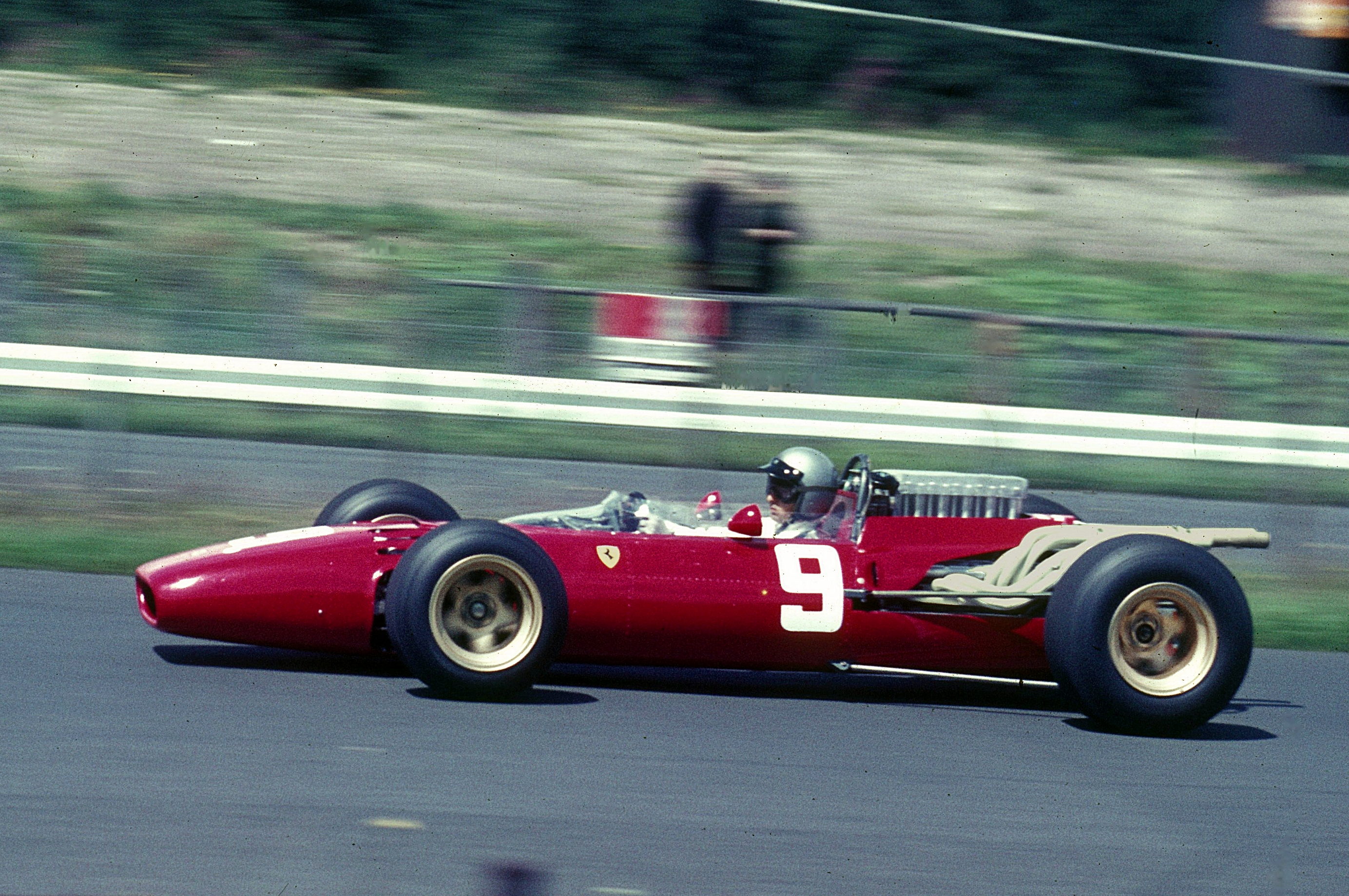
Lorenzo Bandini au GP d'Allemagne 1966

Lorenzo Bandini naît à Barqa en Cyrénaïque, une région de la Libye alors colonie italienne. Sa famille retourne en Italie en 1939 et réside près de Florence. Son père meurt lorsqu'il est âgé de quinze ans. Bandini quitte le domicile familial et commence à travailler comme apprenti mécanicien dans l'atelier du garage Freddi à Milan.
Il s'initie aux sports mécaniques en débutant dans les compétitions motocyclistes puis Il commence la compétition automobile en 1957, pilotant une Fiat 1100 prêtée. Goliardo Freddi, conscient de son talent pour le pilotage, lui apporte son aide. Bandini se marie avec Margherita, la fille de Freddi en 1963 et continue à s'occuper des activités du garage de la famille à Milan.
Il remporte sa première grande victoire en 1958 aux Mille Miglia, au volant d'une Lancia Appia sport conçue et réalisée par Zagato ainsi qu'une victoire de catégorie la même année au volant d'une Berkeley 500 cm3 aux 12 heures de Monza. Il court ensuite en Formule Junior jusqu'en 1961. En 1959 il fait tout d'abord l'acquisition d'une Formule Junior Volpini et se classe troisième dès sa première course en Sicile puis pilote ensuite une Stanguellini, se classant quatrième lors de la saison 1960 de Formule Junior.
En 1961, Lorenzo Bandini est invité à rejoindre la Scuderia Centro Sud (en). Il est ensuite recruté par la Scuderia Ferrari pour les saisons 1962 et 1963. Bandini gagne les 24 Heures du Mans 1963 associé à Ludovico Scarfiotti. Après avoir commencé la saison sous les couleurs de la Scuderia Centro Sud, la Scuderia Ferrari demande son retour en Formule 1 au milieu de la saison 1963 pour remplacer Ludovico Scarfiotti qui s'est blessé à  Reims. 
Durant les années 1964 et 1965, il devient l'équipier de John Surtees chez Ferrari en Formule 1. En 1964, Bandini gagne l'unique Grand Prix de sa carrière en Autriche sur le circuit de Zeltweg. Il apporte d'autres victoires à la Scuderia Ferrari, notamment la Targa Florio en 1965 (déjà deuxième de l'épreuve en 1963). 
Quand John Surtees quitte l'écurie au Mans en juin 1966, Lorenzo Bandini devient le premier pilote chez Ferrari et fait en 1967, équipe avec Chris Amon ; ils remportent les 24 Heures de Daytona et les 1000 km de Monza. 
Bandini gagne également les 4 Heures de Pescara en 1961, les tests préliminaires aux qualifications des 24 Heures du Mans en 1963, 1965 et 1967, ainsi que le Trophée d'Auvergne 1963 en endurance ; il termine deuxième des 12 Heures de Reims en 1964.  
Le 7 mai 1967, lors du quatre-vingt-deuxième tour du Grand Prix  de Monaco, alors qu'il est second et lancé à la poursuite de la Brabham de Denny Hulme, il perd le contrôle de sa Ferrari qui se retourne et s'embrase immédiatement en heurtant par l'arrière des bottes de paille à la sortie de la chicane du port laissant Lorenzo Bandini piégé sous sa voiture en feu. Le prince Michel de Bourbon-Parme (ancien Jedburgh de l'OSS), muni d'un extincteur, extrait Lorenzo Bandini de la carcasse de la Ferrari en feu avec le concours du commissaire de course Pierre Frotier sans l'aide des pompiers présents. À la suite de cet accident, dès l'année suivante, des rails de sécurité remplacent les bottes de paille lors des courses de Formule 1.
Il meurt trois jours plus tard à l'hôpital Princesse Grace de Monaco des suites de brûlures du troisième degré couvrant plus des deux tiers de son corps subies lors de cet accident. Ses funérailles se déroulent le 13 mai à Reggiolo devant une foule de 100 000 personnes. Il est inhumé au cimetière du quartier de Lambrate à Milan.
Le Trophée Lorenzo Bandini (Trofeo Lorenzo Bandini) est un prix destiné généralement au pilote le plus prometteur en Formule 1 remis par les autorités de Brisighella, en hommage à la mémoire du pilote italien.

## Résultats en championnat du monde de Formule 1
| Saison | Écurie                                                | Châssis                  | Moteur                       | Pneus     | GP disputés | Points inscrits | Classement |
| ------ | ----------------------------------------------------- | ------------------------ | ---------------------------- | --------- | ----------- | --------------- | ---------- |
| 1961   | Scuderia Centro Sud                                   | Cooper T43               | Maserati 4 en ligne          | Dunlop    | 4           | 0               | Nc.        |
| 1962   | Scuderia Ferrari SpA SEFAC                            | Ferrari 156              | Ferrari V6                   | Dunlop    | 3           | 4               | 12e        |
| 1963   | Scuderia Centro Sud Scuderia Ferrari SpA SEFAC        | BRM P 57 Ferrari 156     | BRM V8 Ferrari V6            | Dunlop    | 7           | 6               | 9e         |
| 1964   | Scuderia Ferrari SpA SEFAC North American Racing Team | Ferrari 158 Ferrari 1512 | Ferrari V8 Ferrari 12 à plat | Dunlop    | 10          | 23              | 4e         |
| 1965   | Scuderia Ferrari SpA SEFAC                            | Ferrari 158 Ferrari 1512 | Ferrari V8 Ferrari 12 à plat | Dunlop    | 10          | 13              | 6e         |
| 1966   | Scuderia Ferrari SpA SEFAC                            | Ferrari 246 Ferrari 312  | Ferrari V6 Ferrari V12       | Firestone | 7           | 12              | 8e         |
| 1967   | Scuderia Ferrari SpA SEFAC                            | Ferrari 312              | Ferrari V12                  | Firestone | 1           | 0               | Nc.        |

## Victoire en Formule 1
| no | Année | Manche | Date         | Grand Prix | Circuit | Position départ | Écurie  | Voiture  | Résultats |
| -- | ----- | ------ | ------------ | ---------- | ------- | --------------- | ------- | -------- | --------- |
| 1  | 1964  | 7/10   | 23 août 1964 | Autriche   | Zeltweg | 7e              | Ferrari | 156 Aero | Résultat  |

## Résultats aux 24 Heures du Mans
| Année | Équipe            | Voiture        | Équipiers           | Résultat  |
| ----- | ----------------- | -------------- | ------------------- | --------- |
| 1962  | SEFAC Ferrari SpA | Ferrari 330 LM | Mike Parkes         | Abandon   |
| 1963  | SEFAC Ferrari SpA | Ferrari 250 P  | Ludovico Scarfiotti | Vainqueur |
| 1964  | SEFAC Ferrari SpA | Ferrari 330 P  | John Surtees        | 3e        |
| 1965  | SEFAC Ferrari SpA | Ferrari 275 P2 | Giampiero Biscaldi  | Abandon   |
| 1966  | SEFAC Ferrari SpA | Ferrari 330 P3 | Jean Guichet        | Abandon   |